# Гречко Андрій Антонович
Гре́чко Андрі́й Анто́нович (4 [17] жовтня 1903, с. Голодаївка, Область Війська Донського, Російська імперія — 26 квітня 1976, Москва, РРФСР, СРСР) — радянський воєначальник і державний діяч українського кубанського походження. Головнокомандувач групи радянських військ у Німеччині (з 1953), керівник каральної операції проти учасників Берлінського повстання 1953. Міністр оборони СРСР (1967 — 1976), Маршал Радянського Союзу (1955), двічі Герой Радянського Союзу (1958, 1973), Герой ЧССР (1969). Член ЦК КП(б)У в 1949—1954 р. Кандидат у члени Політбюро ЦК КП(б)У у січні 1949 — вересні 1952 р. Член Бюро-Президії ЦК КПУ у вересні 1952 — жовтні 1953 р. Кандидат у члени ЦК КПРС в 1952 — 1961 р. Член ЦК КПРС у 1961 — 1976 р. Член Політбюро ЦК КПРС у квітні 1973 — квітні 1976 р. Депутат Верховної Ради УРСР 2—3-го скликань. Депутат Верховної Ради СРСР 2—9-го скликань.

## Біографія
Народився 4 (17) жовтня 1903 року в селі Голодаївка області Війська Донського (нині село Куйбишево в межах Куйбишевського району Ростовської області РФ) у селянській родині. Кубанський українець.
У Червоній Армії з грудня 1919 року. Учасник Громадянської війни.
Член ВКП(б) з 1928 року.
Закінчив кавалерійську школу в 1926 році, Військову академію РСЧА імені М. В. Фрунзе в 1936, а в 1941 році закінчив Академію Генерального штабу РСЧА імені К. Є. Ворошилова.
Брав участь Вторгненні СРСР до Польщі в 1939 році.
З початком німецько-радянської війни на фронті. Командував кавалерійською дивізією, корпусом, пізніше 12-ю, 18-ю і 56-ю арміями. З жовтня 1943 року — заступник командуючого 1-м Українським фронтом, з грудня 1943 року й до кінця війни командував 1-ю гвардійською армією, яка брала участь у звільнені Української РСР, ПНР і Чехословаччини.
У липні 1945 — травні 1953 роках — командувач військами Київського військового округу.
З травня 1953 по листопад 1957 року — головнокомандувач Групою радянських військ у Німеччині. З 1955 року — Маршал Радянського Союзу.
З листопада 1957 року — 1-й заступник міністра оборони СРСР, головнокомандувач Сухопутними військами СРСР.
1 лютого 1958 А. А. Гречку присвоєно звання Героя Радянського Союзу.
Із квітня 1960 року — 1-й заступник міністра оборони і головнокомандувач Об'єднаними збройними силами держав–учасниць Варшавського Договору.
У квітні 1967 — квітні 1976 роках — міністр оборони СРСР.
16 жовтня 1973 року за заслуги перед країною у розбудові та зміцнені Збройних Сил СРСР нагороджений другою медаллю «Золота Зірка». Таким чином, двічі удостоєний звання Герoя Радянського Союзу в мирний час, а не за подвиги під час війни. Сприяв присвоєнню генерал-лейтенанту Л.І.Брежнєву звання генерала армії (1974 р.) в обхід звання генерал-полковника, але відмовився візувати указ Президії Верховної Ради СРСР про присвоєння Л І.Брежнєву звання Маршала Радянського Союзу.
Помер 26 квітня 1976 року. Похований на Червоній площі у Кремлівській стіні.

## Увічнення пам'яті
На честь Андрія Гречка в Україні раніше були названі вулиці в містах Києві (з 2016 вулиця Івана Виговського), Житомирі (з 2016 вулиця Генерала Всеволода Петріва), Дніпрі (нині вулиця Сергія Кульчицького), Хмельницькому (нині вулиця Миколи Міхновського), Шостці (нині вулиця Данила Апостола), Слов'янську (нині вулиця Стрілецька).
На фасаді будівлі Міністерства оборони України в Києві, де за радянських часів розміщувався штаб Київського військового округу, було встановлено меморіальну дошку з написом «В цьому будинку з 6 липня 1945 по 26 травня 1953 працював видатний радянський полководець, двічі Герой Радянського Союзу, маршал Радянського Союзу Гречко Андрій Антонович». Дошку відкрито 7 травня 1977 року, бронза, барельєф, скульптор Олександр Скобліков, архітектор Анатолій Ігнащенко.

## Твори
- «Через Карпаты» (1972)
- «Освобождение Киева» (1973)
- «Битва за Кавказ» (1976),
- «Годы войны. 1941—1943» (1976)

## Сім'я
- Дружина — Гречко Клавдія Володимирівна (1907—1990), педагог;
- Донька — Гречко Тетяна Андріївна (1927—2002);
- Онука — Гречко Ірина Андріївна (1947—1978);
- Онука — Гречко Клавдія Андріївна (1947—1993);
- Зять — Кириченко Юрій Олексійович (1936—2017), дипломат, син Олексія Кириченка

## Зображення

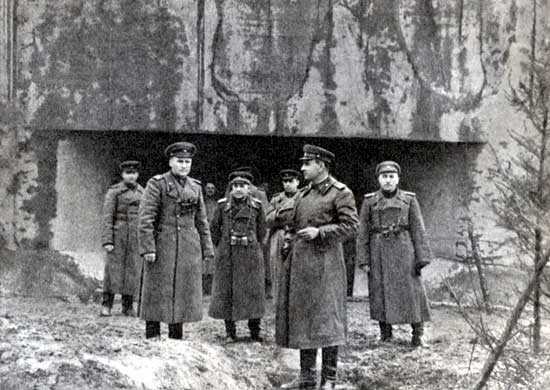
Угорщина, 1944
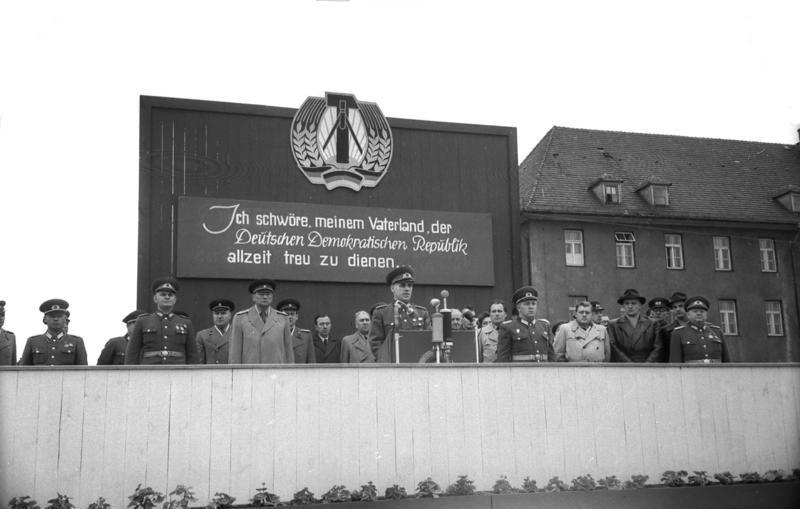
НДР
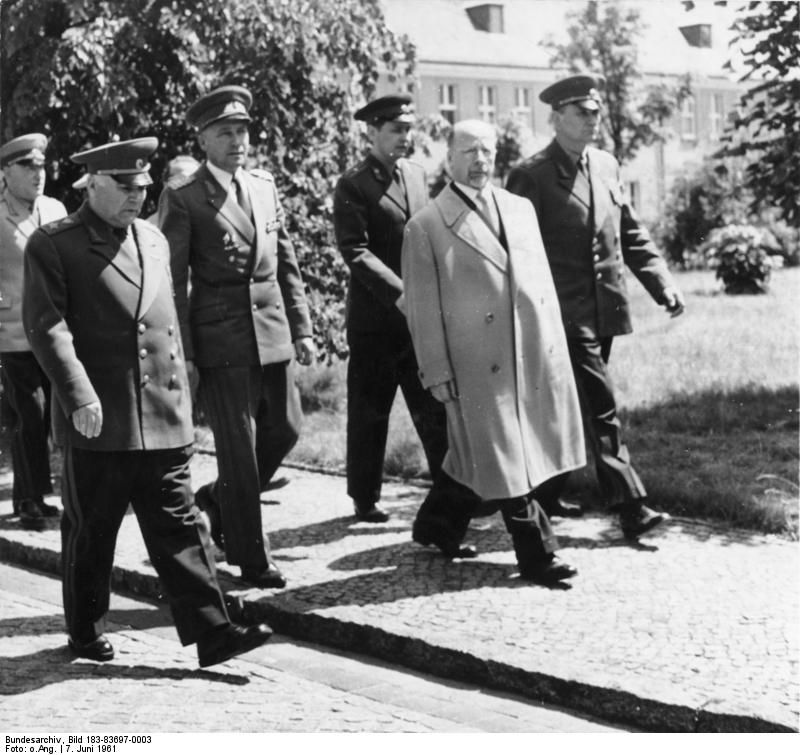
НДР
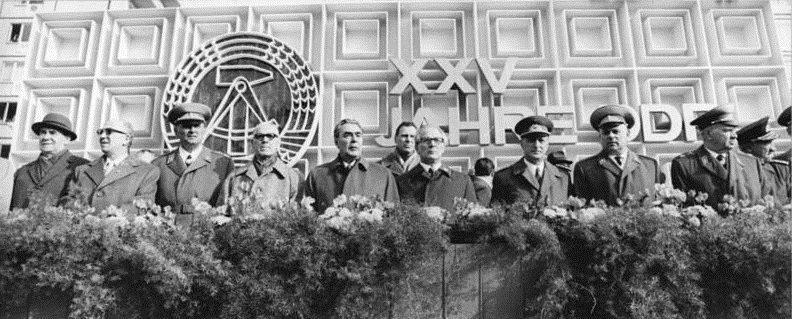
НДР